# Rheinhausen
Rheinhausen település Németországban, azon belül Baden-Württembergben. Lakosainak száma 4373 fő (2023. december 31.).

## Fekvése
A Rajna partján, Duisburggal szemben fekszik.

## Története
A város 1923-ban Hochemmerich és Friemersheim egyesüléséből keletkezett.

## Gazdaság
Az 1930-as években vaskohászat (Krupp- művek), vasgyártás, kőszénbányászás; jelentős belvízi hajózás.

## Népesség
A település népessége az elmúlt években az alábbi módon változott:
| Lakosok száma | 2824 | 3083 | 3076 | 3096 | 3111 | 3185 | 3256 | 3436 | 3602 | 4373 |
|               | 1961 | 1967 | 1974 | 1980 | 1987 | 1993 | 2000 | 2006 | 2013 | 2023 |